# Manfred Ugalde
Pour les articles homonymes, voir Ugalde.
Manfred Ugalde, né le 25 mai 2002 à Heredia, est un footballeur international costaricien qui joue au poste d'avant-centre au Spartak Moscou.

## Biographie

### En club
Il participe à sa première rencontre professionnelle le 13 janvier 2019, peu avant ses dix-sept ans, en affrontant le Limón FC, équipe contre laquelle il marque son premier but avec le Deportivo Saprissa. Quelques mois plus tard en octobre 2019, contre la même équipe, il inscrit son premier triplé à l'occasion de la dix-neuvième journée de championnat. Il participe également au succès de son équipe en Ligue de la CONCACAF en 2019, ce qui lui permet de participer à la Ligue des champions de la CONCACAF 2020.
Lors de sa première apparition en Ligue de la CONCACAF, Ugalde marque un doublé à l'occasion d'une victoire 3-1 contre les Belmopan Bandits le 31 juillet 2019. En novembre suivant, Ugalde est nommé meilleur jeune de la Ligue de la CONCACAF 2019, avec quatre buts en sept rencontres.

### En équipe nationale
Il honore sa première sélection en équipe nationale le 1er février 2020 contre les États-Unis (défaite 1-0).

## Palmarès

### En club
- Deportivo Saprissa
  - Vainqueur de la Ligue de la CONCACAF en 2019

### Individuel
- Meilleur jeune joueur de la Ligue de la CONCACAF en 2019